# Mobiel vzw
Mobiel vzw beheert het fietspunt aan station Kortrijk, stimuleert gecombineerd gebruik van fiets en openbaar vervoer en spoort aan tot fietstoerisme.

## Historiek
In 2000 werd de vereniging opgericht met een ecologische, sociale en economische doelstelling:
- Ecologisch: het stimuleren van het gezonde fiets- in plaats van het milieubelastende autogebruik en het recycleren van oude, afgedankte fietsen.
- Sociaal: mensen die het moeilijk hebben op de arbeidsmarkt krijgen een tewerkstellingskans: herstellen of terug in gebruik brengen van fietsen, bewaken van fietsenstallingen, ... Ook mensen die niet kunnen fietsen krijgen er de kans om te leren fietsen.
- Economisch: de vzw krijgt overheidssteun voor sociale economie, maar vraagt ook bijdragen aan de gebruikers (voor huurfietsen, herstellingen, fietskaarten, ...) die worden aangewend om de loonkost te dekken ter ontwikkeling van initiatieven om meer mensen te doen fiesten (fietsdeelsysteem, fietsvakanties,...)

Mobiel is voornamelijk actief in het Kortrijkse, maar biedt ook toeristische activiteiten in de bredere omtrek (tot in Rijsel) en Europa (Interreg).
In 2002 werd het bijhuis City-Mobiel geopend op de Veemarkt (Kortrijk) om het fietsen in de stad verder te stimuleren (en werd terug gesloten in 2014).
In 2007 werd de vestiging in de Bloemistenstraat verbonden met de Minister Tacklaan, waardoor het een door de NMBS erkend fietspunt werd.

## Erkenning
- 2006: ambassadeur in de sociale economie (jaarlijkse titel voor inventiviteit, creativiteit, doorzettingsvermogen en maatschappelijk verantwoord ondernemerschap.[1] Iedere ambassadeur illustreert dagelijks hoe een onderneming naast financiële winst ook maatschappelijke en ecologische meerwaarden realiseert. Andere laureaten waren Isis vzw[2], La Lorraine[3], RCYCL en CF2000.[4]
- 2006: nominatie voor de Fernand Peutemanprijs van de Provincie West-Vlaanderen voor verdiensten in de toeristische en recreatieve sector.